# Ministério do Ultramar
O Ministério do Ultramar (1951 — 1974) foi o departamento do Governo de Portugal responsável pela administração civil dos territórios ultramarinos sob domínio colonial português. Até 1951, era chamado "Ministério das Colónias" e, em 1974 passou a designar-se "Ministério da Coordenação Interterritorial".

## Competências
O sistema político português mantinha a administração do ultramar separada, na quase totalidade, da administração da Metrópole. Assim, na orgânica do Governo de Portugal, os assuntos internos ultramarinos eram quase da inteira competência do Ministério do Ultramar, sendo que os outros ministérios apenas atuavam no território metropolitano. O ministério era pois um departamento abrangente que se ocupava de assuntos tão variados como a economia, a educação e cultura, a justiça e as obras públicas. Até o final da 2ª Guerra Mundial o ministério tinha inclusive a competência exclusiva nos assuntos militares ultramarinos, para os quais mantinha um departamento especializado e um Exército Colonial independente do Exército Metropolitano. O Ministério do Ultramar era pois um super-ministério responsável pelo governo e administração internas do que são atualmente seis países independentes (Angola, Cabo Verde, Guiné-Bissau, Moçambique, São Tomé e Príncipe e Timor-Leste) e ainda outros territórios (Macau, Goa, etc...), abrangendo uma área quase do tamanho da Europa Ocidental e uma população de muitos milhões de habitantes.

## História
As origens do Ministério do Ultramar estão na Secretaria de Estado dos Negócios da Marinha e Domínios Ultramarinos, criada no século XVIII. A secretaria de estado, passou a ser conhecida por Ministério da Marinha e Ultramar nos finais do século XIX, e, em 1910 passou a chamar-se Ministério da Marinha e Colónias.
Em 23 de Agosto de 1911, os assuntos da Marinha são finalmente separados dos assuntos ultramarinos, sendo criado o Ministério das Colónias separado do da Marinha.
Em 1951, na sequência da revisão constitucional que transforma as colónias portuguesas em províncias ultramarinas, o departamento passa a designar-se Ministério do Ultramar.
Depois do golpe de 25 de Abril de 1974 o ministério muda de denominação para Ministério da Coordenação Interterritorial agora com a missão principal de conduzir o processo de independência dos territórios ultramarinos.
Em 7 de Agosto de 1975, na sequência do fim dos territórios ultramarinos portugueses, na vigência do V Governo Provisório, o ministério é transformado na Secretaria de Estado da Descolonização, diretamente dependente do primeiro-ministro de Portugal. Pouco depois, já no âmbito do VI Governo Provisório o departamento ainda volta a ter estatuto de ministério, ao ser criado o Ministério da Cooperação, por sua vez englobando a Secretaria de Estado da Descolonização. O departamento só é definitivamente extinto ao entrar em funções o I Governo Constitucional em 10 de Setembro de 1976.
Com este governo foi transformado no Instituto para a Cooperação Económica, na dependência do Ministério das Finanças e do Ministério dos Negócios Estrangeiros. 

## Organização

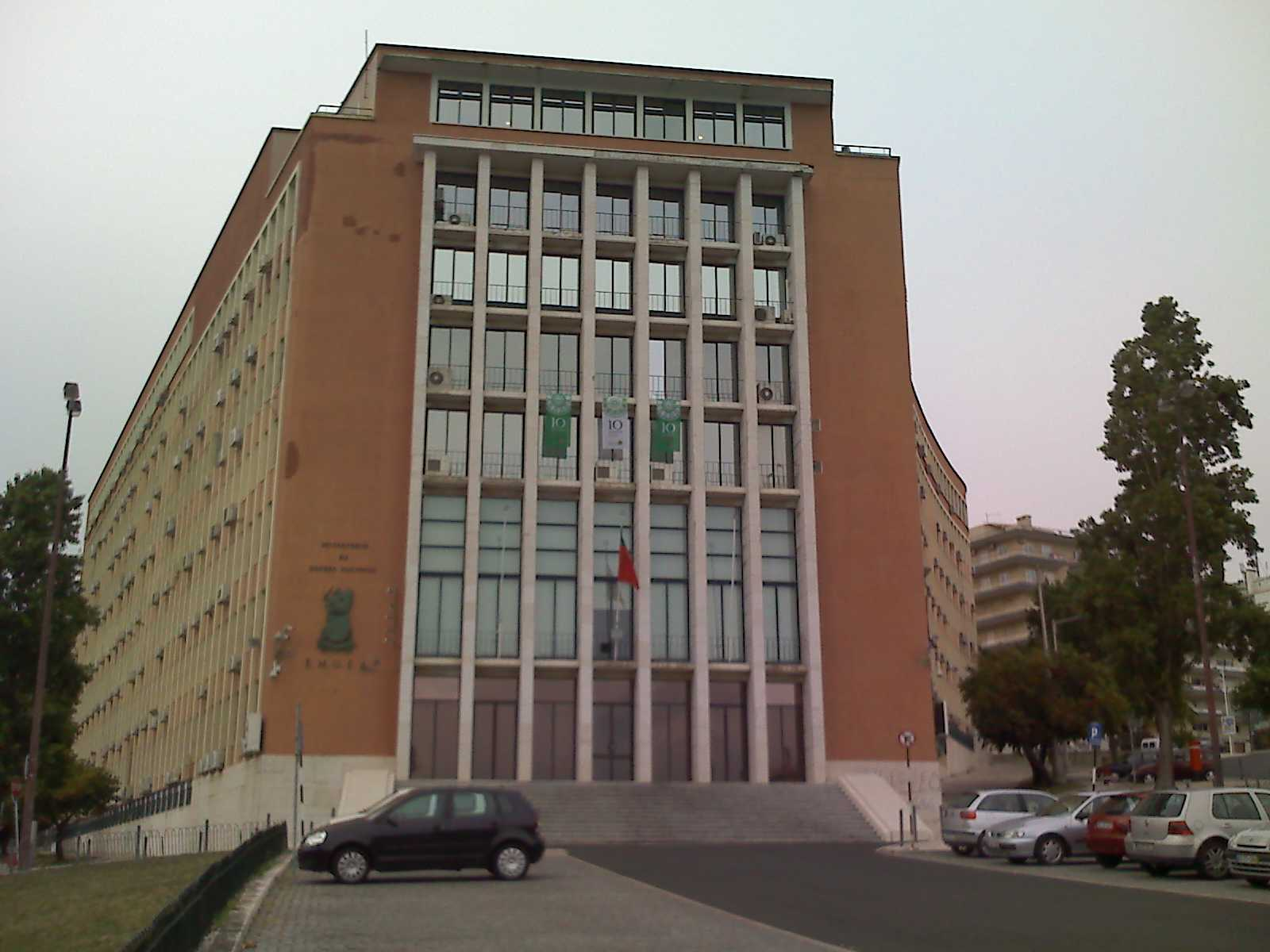
Antiga sede do Ministério do Ultramar, em Lisboa - ocupada atualmente pelo Ministério da Defesa Nacional.

No início de 1974, o Ministério do Ultramar organizava-se da seguinte forma: 
- Ministro do Ultramar;
  - Secretário de Estado da Administração Ultramarina;
  - Secretário de Estado do Fomento Ultramarino;
    - Serviços centrais:
      - Gabinete do Ministro;
      - Gabinete Militar e de Marinha;
      - Gabinete de Negócios Políticos;
      - Gabinete de Planeamento e Integração Económica;
      - Secretaria-Geral do Ministério;
      - Direcção-Geral da Administração Civil;
      - Inspecção Superior de Administração Ultramarina;
      - Direcção-Geral da Fazenda;
      - Direcção-Geral da Economia;
      - Direcção-Geral de Obras Públicas e Comunicações;
      - Inspecção Superior das Alfândegas do Ultramar;
      - Direcção-Geral de Educação;
      - Direcção-Geral de Justiça;
      - Direcção-Geral de Saúde e Assistência;

    - Organismos consultivos permanentes:
      - Conselho Superior Ultramarino;
      - Conselho Superior de Disciplina do Ultramar;
      - Conselho Superior de Fomento Ultramarino;
      - Conselho Superior Técnico Aduaneiro;

    - Organismos consultivos não permanentes:
      - Conferência dos Governadores Ultramarinos;
      - Conferência Económica do Ultramar;

    - Organismos dependentes:
      - Agência-Geral do Ultramar;
      - Arquivo Histórico Ultramarino;
      - Hospital do Ultramar
      - Instituto Superior de Ciências Sociais e Política Ultramarina;
      - Instituto Ultramarino;
      - Escola Nacional de Saúde Pública e Medicina Tropical;
      - Junta de Investigações do Ultramar
      - Jardim e Museu Agrícola do Ultramar.